# روماريو كورتزورغ
روماريو كورتزورغ (بالهولندية: Romario Kortzorg)‏ (25 أغسطس 1989 بروتردام في هولندا - ) هو لاعب كرة قدم هولندي في مركز الهجوم. لعب مع أغوف أبيلدورن وإرتسغيبيرغه آوه ودينامو بوخارست ونادي بوتيف بلوفديف ونادي تارغو موريش ونادي دوردريخت وRVVH ‏.

## روابط خارجية
- روماريو كورتزورغ على موقع قاعدة بيانات كرة القدم.إي يو (الإنجليزية)
- روماريو كورتزورغ على موقع Soccerway.com (الإنجليزية)
- روماريو كورتزورغ على موقع عالم كرة القدم.نت (الإنجليزية)